# Vyhlídky
Vyhlídky (německy Egersee) jsou osada, část obce Horní Stropnice v okrese České Budějovice v Jihočeském kraji. Nachází se asi 2,5 kilometru východně od Horní Stropnice. Vyhlídky leží v katastrálním území Horní Stropnice o výměře 6,88 km².

## Historie
Osada byla založena v roce 1833. V roce 1930 zde stálo 29 domů a žilo 115 obyvatel.
Vyhlídky vznikly k 1. květnu 2003 jako část obce Horní Stropnice v okrese České Budějovice.

## Obyvatelstvo
| Rok            | 1869 | 1880 | 1890 | 1900 | 1910 | 1921 | 1930 | 1950 | 1961 | 1970 | 1980 | 1991 | 2001 | 2011 | 2021 |
| -------------- | ---- | ---- | ---- | ---- | ---- | ---- | ---- | ---- | ---- | ---- | ---- | ---- | ---- | ---- | ---- |
| Počet obyvatel | 0    | 140  | 129  | 138  | 144  | 0    | 115  | 0    | 0    | 6    | 0    | 0    | 0    | 3    | 3    |
| Počet domů     | 0    | 27   | 28   | 29   | 29   | 29   | 29   | 0    | 0    | 2    | 0    | 0    | 0    | 3    | 3    |